# Santa María Mixtequilla
Santa María Mixtequilla è un comune del Messico, situato nello stato di Oaxaca.